# Coppa delle nazioni del Golfo 2002
La Coppa delle Nazioni del Golfo 2002, 15ª edizione del torneo, si è svolta in Arabia Saudita dal 16 gennaio al 30 gennaio 2002. È stata vinta dal Arabia Saudita.

## Squadre partecipanti
- Oman
- Emirati Arabi Uniti
- Bahrein
- Kuwait
- Qatar
- Arabia Saudita (ospitante)

## Classifica Finale
| Team                | Pld | W | D | L | GF | GA | GD | Pts |
| ------------------- | --- | - | - | - | -- | -- | -- | --- |
| Arabia Saudita      | 5   | 4 | 1 | 0 | 10 | 3  | +7 | 13  |
| Qatar               | 5   | 4 | 0 | 1 | 7  | 4  | +3 | 12  |
| Kuwait              | 5   | 1 | 2 | 2 | 4  | 6  | -2 | 5   |
| Bahrein             | 5   | 1 | 2 | 2 | 4  | 6  | -2 | 5   |
| Oman                | 5   | 1 | 1 | 3 | 5  | 7  | -2 | 4   |
| Emirati Arabi Uniti | 5   | 1 | 0 | 4 | 3  | 7  | -4 | 3   |